# Jean-Philippe Patrice
Jean-Philippe Patrice (Marseille, 12 de março de 1997) é um esgrimista francês.

## Carreira
Originário de Marselha, começou a praticar esgrima num centro comunitário local. Foi campeão nacional de 2022 a 2024 e medalhista de bronze no Campeonato Europeu de 2024.
Nos Jogos Olímpicos de Verão de 2024, em Paris, conquistou a medalha de bronze na disputa de sabre por equipes ao lado de Sébastien Patrice, Maxime Pianfetti e Boladé Apithy.